# Шиворонь
Шиворонь (Шиворона) — река в России, протекает по Узловскому и Киреевскому районам Тульской области.
Высота устья — 156,1 м над уровнем моря.

## Гидрография
Исток реки находится в деревне Малая Полунинка Узловского района. Река течёт на северо-запад. В Узловском районе река протекает через деревни Фёдоровка, Сухановка, Гудаловка, Черёмуховка, Ильинка. В Киреевском районе на реке стоят Троицкий, Зареченский, Октябрьский, Дедилово, Епишево, Морковщино, Замятино, Подосинки и Большое Зуево. Устье реки находится в 244 км от устья по правому берегу Упы к югу от деревни Демидовка. Около устья ширина реки — 7 м, глубина — 1 м. Длина реки составляет 49 км, площадь водосборного бассейна — 440 км².
В 28 км от устья справа в Шиворонь впадает Рассошка, в 20 км от устья слева в Шиворонь впадает Олень.

## Гидроним
Официальное название реки Шиворонь, именно оно употребляется в официальных документах и на дорожных указателях. Вместе с тем на многих картах употребляется название Шиворона, которое засвидетельствовано еще на Планах генерального межевания 2-й половины XVIII в.

## Сражение на реке Шиворонь
Сражение на реке Шиворонь состоялось 23 июня 1552 года. Русские войска под командованием князя Курбского пришли на подмогу тулякам, оборонявшимся от набега крымско-турецкого войска хана Девлет-Гирея. Момент для нападения был выбран в связи с тем, что всё русское войско во главе с Иваном Грозным готовилось к походу на Казань и было сосредоточено под Каширой, а южная граница была пуста. Узнав о том, что князь Курбский пошёл на помощь тульскому гарнизону, татарско-турецкое войско двинулось на юго-восток. Князь Курбский настиг татарско-турецкое войско на переправе через реку Шиворонь. Битва шла целый день, в результате татары были разбиты.

## Данные водного реестра
По данным государственного водного реестра России относится к Окскому бассейновому округу, водохозяйственный участок реки — Упа от истока и до устья, речной подбассейн реки — Бассейны притоков Оки до впадения Мокши. Речной бассейн реки — Ока.
Код объекта в государственном водном реестре — 09010100312110000018963.

## Галерея

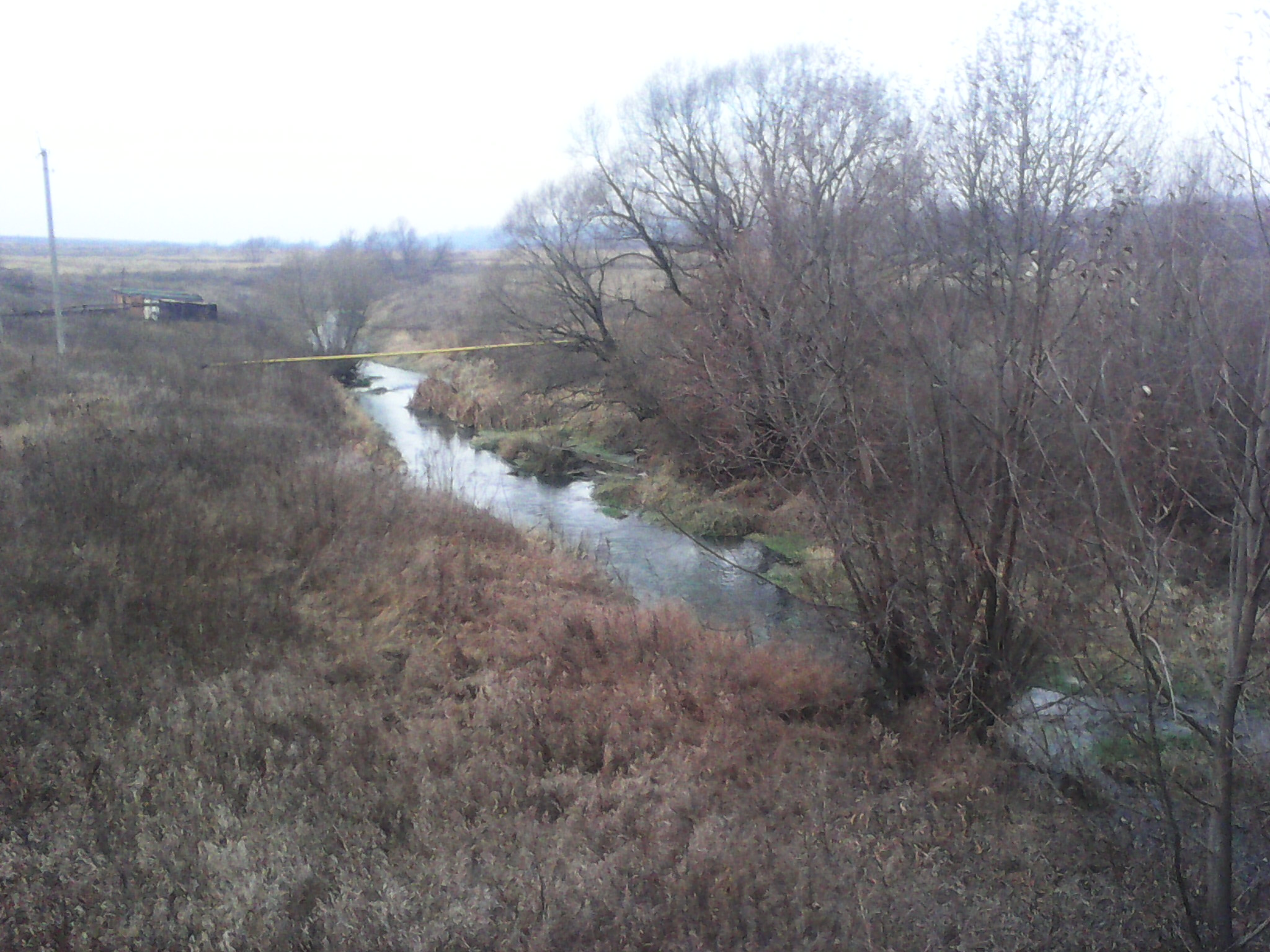
Шиворонь
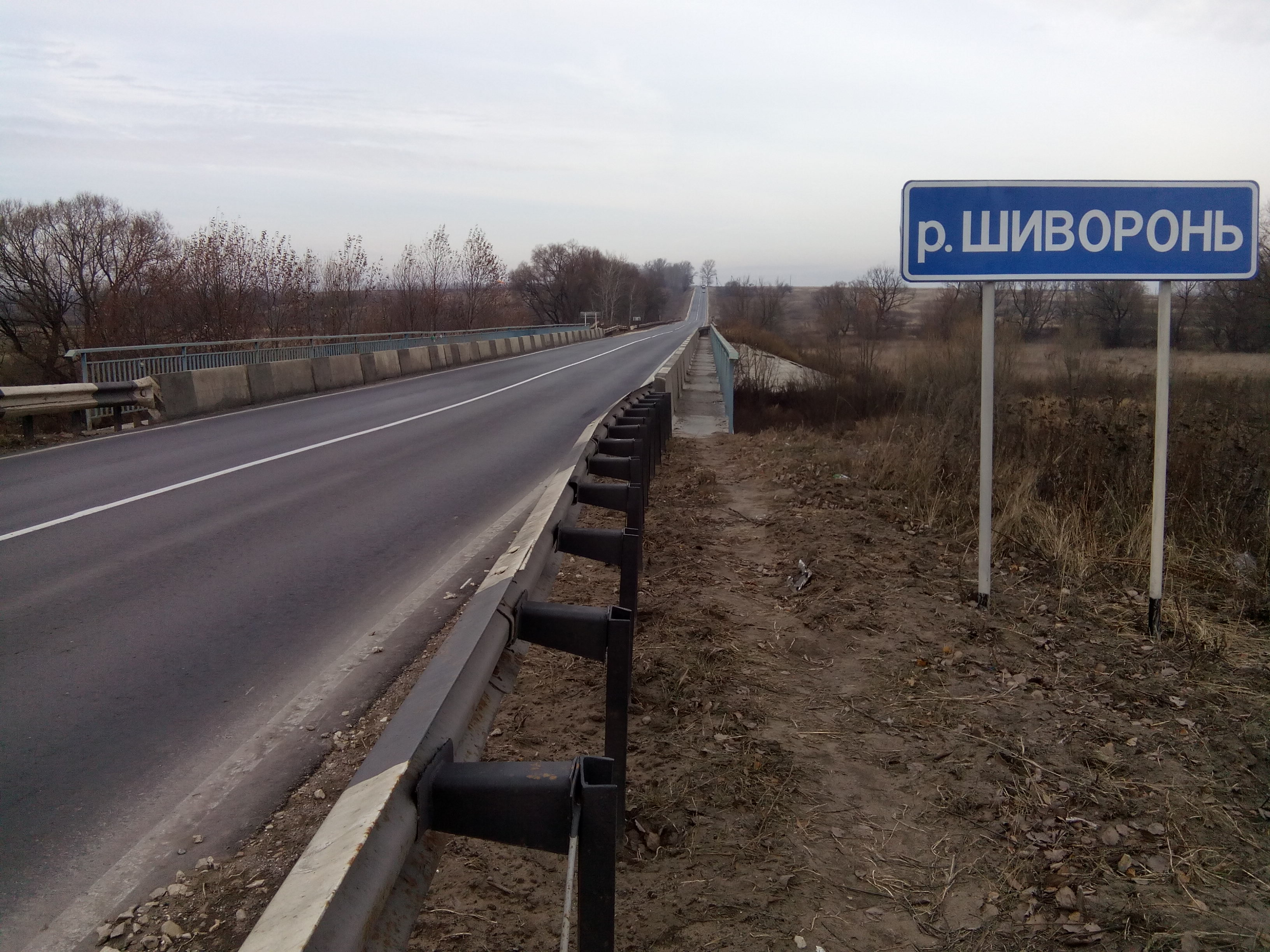
Мост через Шиворонь

## Карты
- Лист карты N-37-77 Узловая. Масштаб: 1 : 100 000. Состояние местности на 1979 год. Издание 1983 г.
- Лист карты N-37-76 Киреевск. Масштаб: 1 : 100 000. Состояние местности на 1988 год. Издание 1994 г.
- Лист карты N-37-64 Тула. Масштаб: 1 : 100 000. Состояние местности на 1989 год. Издание 1995 г.